# Can Farrés (la Cellera de Ter)
Can Farrés és una casa de la Cellera de Ter (Selva) inclosa a l'Inventari del Patrimoni Arquitectònic de Catalunya.

## Descripció
Edifici de grans dimensions de tres plantes cobert amb una terrassa i un teulat que actualment ocupa el número 2 del carrer d'Amunt i els números 5 i 7 del carrer d'Amer.
La façana del carrer d'Amunt està formada per dos crugies.
A la planta baixa hi ha un sòcol arrebossat i pintat de verd-beix, una porta rectangular d'accés als pisos superiors i un aparador de la botiga d'electrodomèstics que té l'entrada pel carrer d'Amer.
El primer pis consta de dues grans finestres, d'uns tres metres de llargada, amb balcó corregut. La base del balcó són dues grans peces de pedra de Girona amb recolzament i decoració de permòdols amb motius vegetals. La barana és de ferro colat.
El segon pis té dues finestres, un xic més reduïdes, amb balcó corregut de similar factura i menors dimensions que el del primer pis. Conté els mateixos permòdols.
El ràfec és de doble motllura emergent acabada amb rajola. A sobre hi ha una balustrada en dos sectors separats i decorada amb ondulacions. Al costat del carrer d'Amer, la cornisa és de rajoles amb una filera de teula i la coberta de dues aigües a laterals, ja que la terrassa només ocupa una part de l'edifici.

## Història
Antigament el carrer d'Amunt només tenia cases al costat nord, ja que al sud tancava l'horta de Can Dalmau (Veure la fitxa referent a Can Dalmau de La Cellera de Ter, Selva), la casa senyorial més imponent, encara avui, de la Plaça de la Vila. Aquest carrer era el camí de pas cap al Plantadís. Fins al segle xix fou el sector més viu del poble, ja que era on hi havia la fonda, l'hostal, l'escola i l'Ajuntament (abans no es traslladés a la Plaça el 1914 i a l'Avinguda de Montserrat el 1990).
Segons informació de l'historiador i erudit Lluís Llagostera, des del balcó de Can Farrés, quan la casa era seu social d'una de les associacions del poble, el republicà Lerroux va efectuar un dels seus discursos polítics.